# Смирнов, Василий Степанович
Василий Степанович Смирнов (1882—1958) — профессор, доктор технических наук, заслуженный деятель науки и техники РСФСР.

## Биография
Родился в 1882 году. В 1907 году окончил Императорское Московское техническое училище по специальности инженер-технолог и сразу начал преподавать в Московском промышленном училище. С 1913 года до конца своей жизни был профессором в Московском коммерческом институте. После смерти Ф. В. Церевитинова, с 1947 года в течение 10 лет руководил кафедрой товароведения продовольственных товаров.
Им был создан курс «Зерномучные товары»; для учебника по товароведению написал раздел «Зерновые хлеба, мука и пшеничный хлеб». Его научные труды были положены в основу при разработке стандартов на зерномучные товары. В 1927—1934 годах принимал участие в составлении «Технической энциклопедии» в 26-и томах под редакцией Л. К. Мартенса, автор статей по тематике «технология углеводов». Под его руководством было защищено 15 кандидатских диссертаций. При непосредственном участии В. С. Смирнова был создан экспертный Совет по товароведению при Высшей Аттестационной комиссии, председателем которого он являлся.
Был награждён орденом Ленина, орденом Красной Звезды, медалями.
Умер в 1958 году. Похоронен в некрополе Донского монастыря.